# Bracigliano
Bracigliano – miejscowość i gmina we Włoszech, w regionie Kampania, w prowincji Salerno.
Według danych na rok 2004 gminę zamieszkiwało 5227 osób, 373,4 os./km².